# جيم هوكينز

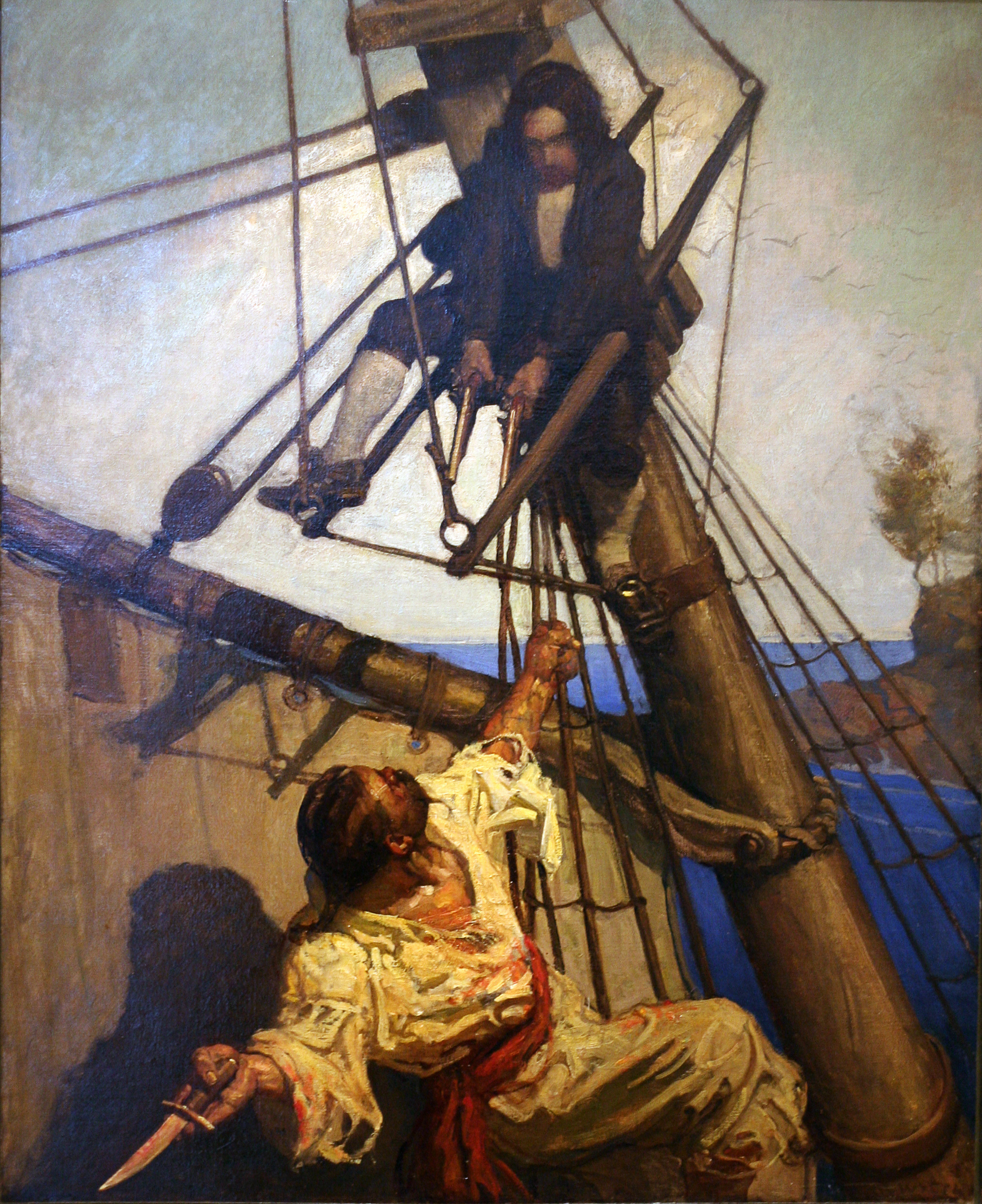
رسم توضيحي بفرشاة نويل كونفرز وايث لطبعة 1911.

جيم هوكنز هو شخصية خيالية في رواية جزيرة الكنز للكاتب الإسكتلندي روبرت لويس ستيفنسون. هو بطل القصة وراويها.
جيم هوكينز ابن أصحاب نزل الأميرال بينو حيث يقيم بحار سكير يدعى بيلي بونز. سرعان ما يدرك جيم أن بيلي بونز مختبئ لا سيما أنه يخشى لقاء بحار ما ذو ساق واحدة. يزور بونز خلال الأشهر الموالية اثنان من زملاء طاقمه القدامى؛ أولا الكلب الأسود، وبعده بيو الضرير الذي يسلم اللطخة السوداء لبيلي والتي هي إنذار بأن له حتى العاشرة قبل أن يأتوا للنيل منه. وفي الحين يصاب بيلي بونز بسكتة دماغية مميتة. يفتح جيم ووالدته صندوق الراحل لجمع المال الذي يدين به لهما من إقامة وطعام، لكن قبل أن يحصوا النقود يسمعون اقتراب القراصنة من النزل فيضطرون إلى الفرار والاختباء، يأخذ جيم معه علبة مشمعة غامضة من الصندوق. يسلم جيم ما أخذه للدكتور ليفزي فيقومان بفحصها بحضور العمدة تريلوني. فيجدون كتيب سجلات يتضمن تفاصيل الكنوز التي نهبها القبطان فلينت في مجرى حياته، وخريطة مفصلة لجزيرة معلم عليها موقع كنوز فلينت المخبأة. يبدأ العمدة تريلوني على الفور بالتخطيط لتجهيز سفينة للإبحار وراء الكنز، بمساعدة كل من الدكتور ليفزي وجيم هوكنز.
عندما يذهب جيم إلى بريستول، يقوم بزيارة لونغ جون سيلفر في حانة المنظار. فتثار شكوك جيم على الفور: سيلفر رجل ذو ساق واحدة تماما كذلك البحار الذي حذر من شأنه بيلي بونز، كما أن الكلب الأسود يجلس في الحانة. يهرب القرصان عندما يلمح جيم، ويقوم سيلفر بنفي أي معرفة له بالفار بكلمات جد مقنعة يفوز بها بثقة جيم.
على الرغم من هواجس القبطان سمولت بشأن المهمة والطاقم الذي اختاره سيلفر، تبحر الهيسبانيولا للبحر الكاريبي. مع اقترابها من وجهتها، ينزل جيم إلى برميل التفاح للحصول على البعض منه وأثناء وجوده داخله، يسمع صدفة حديثا في السر لسيلفر مع بعض أفراد الطاقم الآخرين. يعترف سيلفر أنه كان الرئيس البحري على متن سفينة القبطان فلينت وأن هناك غيره من طاقم الهيسبانيولا من رجال فلينت القدامى. كما يعترف أنه يقوم بتجنيد مزيد من الرجال إلى جانبه وأنه ينوي قتل ضباط السفينة بعد أن تتم استعادة الكنز، وذلك للاحتفاظ بالغنائم لنفسه ولرجاله. يقوم جيم بتحذير تريلوني وسمولت وليفزي من التمرد الوشيك.
عند الوصول إلى جزيرة الكنز، يهلم معظم رجال سيلفر إلى اليابسة فورا. مع أن جيم لا يعلم هذا، سلم القراصنة اللطخة السوداء لسيلفر وطالبوا بالاستيلاء على الكنز على الفور، نابذين خطة لونغ جون التي كانت أكثر حذرا وهي تأجيل أي تمرد أو عنف حتى تتم استعادة الكنز على متن السفينة بسلام. ينزل جيم إلى اليابسة مع رجال سيلفر غير أنه يهرب منهم قبل أن يصلوا إليها. بينما هو مختبئ في الغابة، يشهد جيم سيلفر يقتل توم الذي يرفض الانضمام للتمرد. يغدو جيم هاربا نحو التلال حيث يلتقي ببن غان، فرد آخر من طاقم فلينت السابق والذي ترك على الجزيرة وحده مدة ثلاث سنوات. يحرص بن غان على معاملة جيم بحسن مقابل فرصة للعودة إلى الحضارة. ينضم جيم بعد ذلك لتريلوني وليفزي ورجالهم في بيت خشبي حصين مهجور على الجزيرة. يهاجم القراصنة الحصن في معركة حامية تضطرهم إلى الفرار.
أثناء الليل، يتسلل جيم خارج الحصن ويأخذ قاربا صغيرا كان قد صنعه بن غان منذ زمن من أجل الوصول إلى الهيسبانيولا تحت غطاء الظلام. يقطع جيم حبال المرساة مرسلا السفينة منجرفة إلى مكان آخر من الشاطئ، بعيدة عن أيدي القراصنة. بعد طلوع النهار، يتمكن جيم من الاقتراب من السفينة مجددا ومن الركوب على متنها. لم يبق على هذه الأخيرة سوى قرصان واحد على قيد الحياة، وهو موجه الدفة إزرايل هاندز. يوافق هاندز على مساعدة جيم لقيادة السفينة إلى مكان آمن على الشاطئ مقابل علاجه لجروحه. لكن بمجرد اقتراب السفينة من البر يحاول القرصان قتل جيم، لكن ينجو هذا الأخير بتسلقه السارية. فيرميه هاندز بخنجره لكن برد فعل سريع، يرديه جيم قتيلا. بعد إرسائه الهيسبانيولا بسلام، يعود جيم إلى البيت الخشبي تحت غطاء الليل ويتسلل داخله. لا يدرك جيم إلا بعد فوات الأوان أن الحصن الآن محتل من طرف القراصنة، فيقبض هؤلاء عليه بسهولة. يقوم سيلفر، الذي أصبحت ثقة رجاله به أكثر ضعفا من أي وقت مضى، بأخذ جيم رهينة رافضا مطالب رجاله بقتله أو تعذيبه للحصول على معلومات.
في اليوم التالي، يلتفت القراصنة الغاضبين نحو سيلفر وجيم، لكن يقوم بن غان والدكتور ليفزي بمهاجمة القراصنة مفاجئين إياهم، فيقتل اثنين ويفر الآخرون. يستسلم سيلفر للدكتور ليفزي، ويعده بالعودة إلى خدمته. يذهبون بعد ذلك إلى كهف بن غان والذي كان قد خبأ الكنز هناك منذ بضعة أشهر مضت. يُقسم الكنز بين تريلوني ورجاله المخلصين بمن فيهم جيم وبن غان، ويبحرون نحو إنجلترا تاركين القراصنة على الجزيرة. يتمكن سيلفر من الهروب آخذا معه جانبا ضئيلا من الكنز، بفضل مساعدة من بن غان الذي اضطر لفعل ذلك خوفا منه.